# Vogtland Arena
La Vogtland Arena (letteralmente, in tedesco: "Arena del Vogtland") è un trampolino situato a Klingenthal, in Germania, sul monte Schwarzberg.

## Storia
Aperto nel 2006 in sostituzione dello smantellato Aschberg, l'impianto ha ospitato varie tappe della Coppa del Mondo di salto con gli sci e della Coppa del Mondo di combinata nordica.

## Caratteristiche
Il trampolino lungo HS140 ha il punto K a 125 m; il primato ufficiale di distanza appartiene al norvegese Marius Lindvik (148m), stabilito nel 2019.